# كأس أوغندا 1988
كأس أوغندا 1988 (بالإنجليزية: 1988 Uganda Cup)‏ هو موسم من كأس أوغندا. فاز فيه نادي ناكيفوبو فيلا.